# Zawady (Poznań)

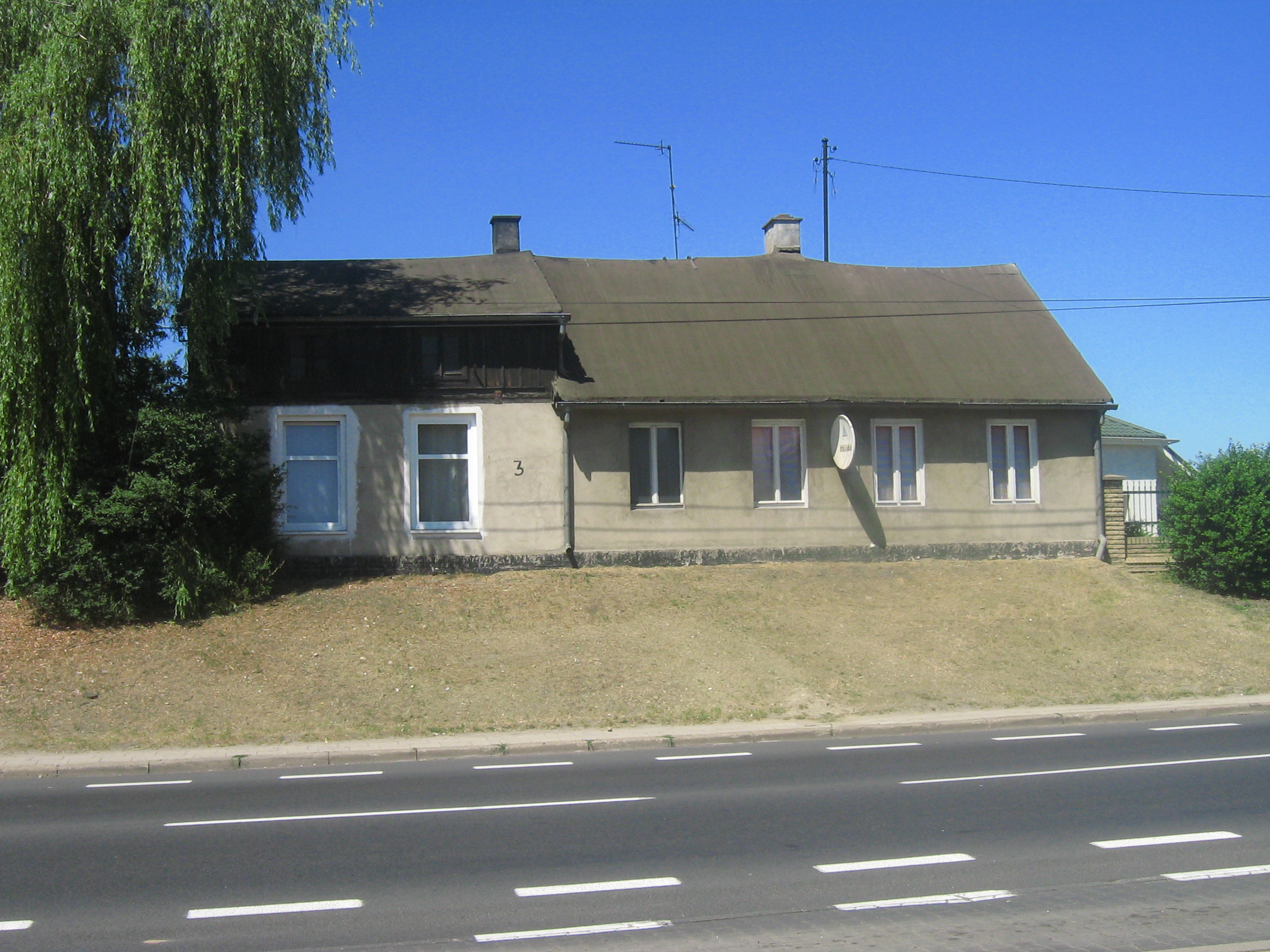
Dom przy ulicy Zawady nr 3 (zburzony w 2018)

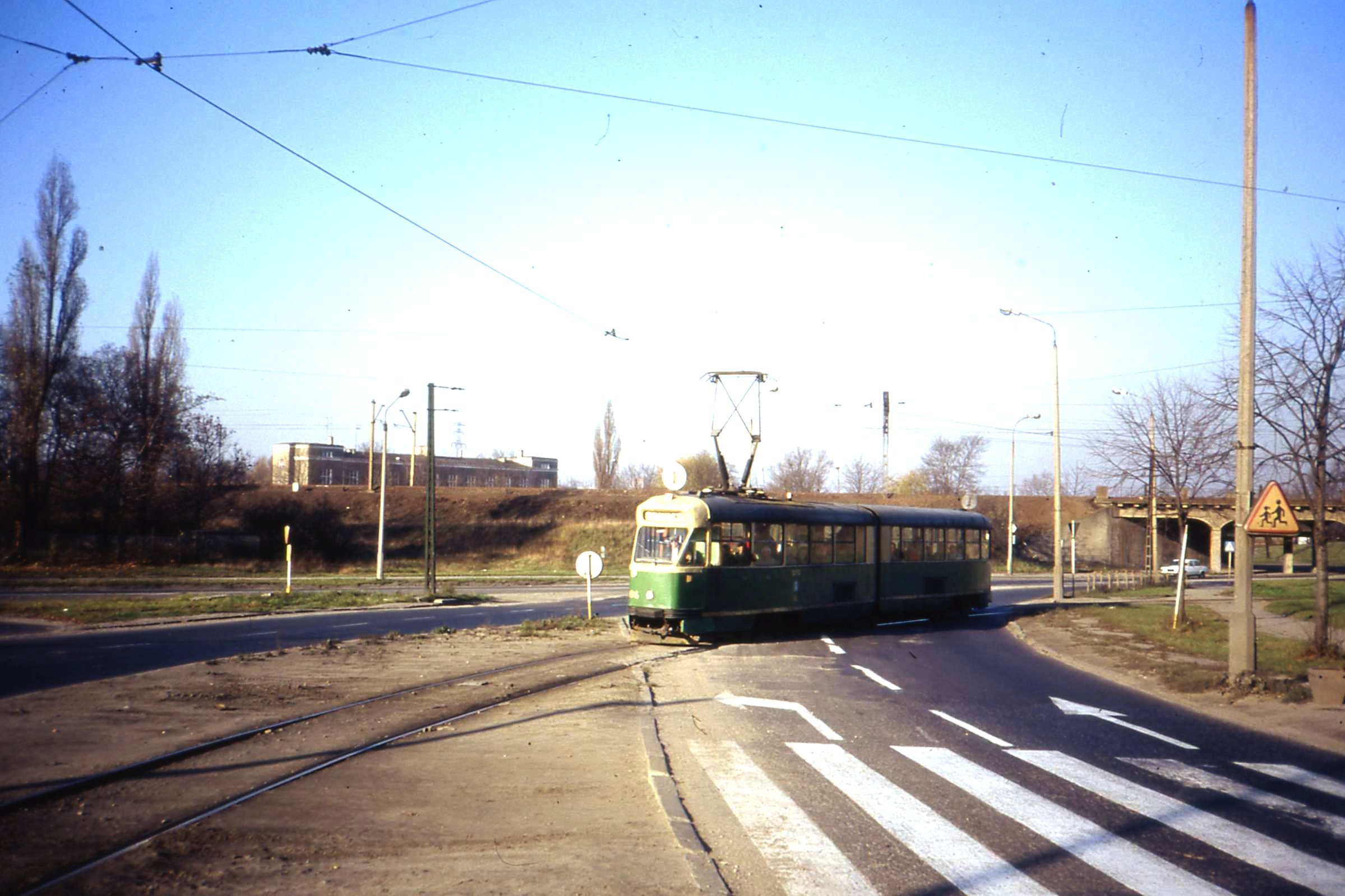
Widok na tramwaj Konstal 102Na wyjeżdżający z pętli Zawady. Zdjęcie zostało zrobione w listopadzie 1989 roku, natomiast otoczenie pętli nie uległo zmianie aż do około 2010 r. – w tym czasie powstawało przedłużenie ulicy Prymasa Hlonda.

Zawady – prawobrzeżna część Poznania i zarazem jednostka obszarowa Systemu Informacji Miejskiej; a także główna ulica tej części miasta. Zawady wraz z niektórymi sąsiednimi częściami tworzą jednostkę pomocniczą osiedle Ostrów Tumski-Śródka-Zawady-Komandoria.

## Nazwa
Etymolodzy spierają się o pochodzenie nazwy Zawady. Ksiądz Stanisław Kozierowski w dziele pt. Najdawniejszy Poznań i jego okolica w świetle nazw topograficznych i najstarszych źródeł wydanym w 1922 roku napisał: „(...) bardzo pospolitą nazwą młynów jest zawada, dziś Zawady przy Poznaniu, bo stawidła zawadzały w wodzie”. Współcześni sugerują, że Zawady to umocnienia lub naturalne przeszkody chroniące książęcy gród na Ostrowie Tumskim podczas najazdu wojsk Miecława, idących naprzeciw wojskom księcia Kazimierza Odnowiciela.

## Historia
Po raz pierwszy Zawady wzmiankowane są w XV wieku m.in. u Jana Długosza. Jest to okres, kiedy osada jest już w pełni rozwinięta, dlatego też trudno określić lata założenia, a tym bardziej pierwszych właścicieli. Sądzi się, że były to tereny książęce, które w XII wieku zostały nadane biskupowi bądź kapitule katedralnej. Osada mogła powstać na cyplu niewysokiego wzniesienia pomiędzy ulicą Zawady, a starorzeczem Warty, trochę niżej niż obecna ulica. Około XIV wieku zabudowa sięgnęła wschodniej strony ulicy Zawady, a do wieku XVI osiągnęła rejon ulicy Koronkarskiej. Do XVIII wieku zabudowa kierowała się ku północy. Zawady należały do parafii pw. św. Małgorzaty na Śródce, podobnie jak pozostałe prawobrzeżne wsie. Od początku XVI wieku kapituła będąca właścicielem Zawad dzierżawiła osadę i ziemię, od około 1521 roku weszły w skład ziem stołowych, czyli bezpośrednio zarządzanych przez kapitułę. Przez następne dekady Zawadzianie zajmowali się ogrodnictwem i uprawą roli, a także świątnictwem, czyli pomaganiem w utrzymaniu porządku w pobliskiej katedrze. Ponadto mieściła się tu cegielnia i staw rybny. W 1728 wieś po raz pierwszy ukazała się na planie Poznania i okolic autorstwa Jana Rzepeckiego. Po wprowadzeniu w 1796 roku regulacji przepisów hipotecznych Zawady liczyły 47 numerów hipotecznych (dla porównania: Poznań – 411, Chwaliszewo – 139, Śródka – 51). Do dziś zachował się tu zespół starych domów szkieletowych. W 1800 roku wieś została włączona do miasta Poznania (miała wtedy 345 mieszkańców). Władze pruskie nadały przy tym urzędową nazwę Vorstadt Zawade.
W XIX i XX w. Zawady uległy znaczącej industrializacji – rozwinął się tutaj na dużą skalę przemysł, podobnie, jak na sąsiedniej Głównej. Powstały m.in. nowoczesne zakłady PEBECO. W 1872 powstała linia kolejowa Poznań-Bydgoszcz, która oddzieliła Zawady od Śródki. W ślad za rozwojem przemysłu szła rozbudowa budownictwa komunalnego – to właśnie na Zawadach i sąsiedniej Komandorii powstały awangardowe modernistyczne osiedla mieszkaniowe dla robotników poznańskich zakładów:
- Osiedle galeriowców na Zawadach,
- Osiedle galeriowców na Komandorii[7].

Również na Zawadach zlokalizowano pierwsze w Polsce nowoczesne przytulisko dla bezdomnych, późniejszy szpital zakaźny. W 1928 wybudowano wiadukt kolejowy i osiedle barakowe dla bezdomnych w jego sąsiedztwie. W 1931 planowano przebicie ulicy od strony Śródki, do ulicy Bałtyckiej, tyłami Zawad i Głównej, do czego nie doszło z uwagi na wielki kryzys i protesty mieszkańców planowanych do wyburzenia domów (Trasa Hlonda powstała dopiero w 2010)
W styczniu 1929 magistrat postanowił przenieść na Zawady drobne zakłady rzemieślnicze, przemysłowe i firmy transportowe z zagęszczonego Starego Miasta. Była to jedna z głównych przyczyn industrializacji tych terenów i wygaszenia ich rolniczego charakteru.
W czasie II wojny światowej władze okupacyjne przemianowały nazwę ulicy Zawady na Grosse Bromberger Strasse.
W 2013 roku na terenie należącym do zakładów Beiersdorf-Lechia SA wybudowano osiedle mieszkaniowe Tumski Park.

## Ulica
Ulica Zawady stanowi oś tej części miasta, dawniej także fragmentem drogi krajowej nr 5 i szlaku europejskiego E261. Ulica Zawady jest drogą jednojezdniową z dwoma pasami ruchu, jedną z ważniejszych arterii Poznania. Po obu jej stronach biegną ponadto pasy dla rowerów. W najbliższym czasie planowane jest wybudowanie trasy tramwajowej będącej przedłużeniem odcinka Rondo Śródka – Zawady (pętla) do dworca kolejowego Poznań Wschód.

### Ważniejsze obiekty
- nr 2/4 i 6/8 – Osiedle galeriowców na Zawadach,
- nr 10 i 12 – osiedle mieszkaniowe Tumski Park (2013),
- nr 5 – Sala Królestwa czterech zborów Świadków Jehowy[11],
- nr 26 – Przedszkole nr 82.